# Carditoidea
Super-famille
Familles de rang inférieur
- Carditidae
- Condylocardiidae

Carditoidea est une super-famille de mollusques bivalves.

## Liste des familles
Selon World Register of Marine Species (1 juin 2016) : 
- famille Cardiniidae Zittel, 1881 † famille éteinte - classée dans les Astartoidea par ITIS
- famille Carditidae  Fleming, 1828
- famille Condylocardiidae  Bernard, 1897

Selon ITIS (1 juin 2016) : 
- famille Carditidae  Fleming, 1828
- famille Condylocardiidae  Bernard, 1897